# Пітер Померанцев
Пітер Померанцев (нар. 1977, Київ) — британський журналіст, телевізійний продюсер та письменник. Спеціаліст з медіа та пропаганди в сучасній Росії. Професор Інституту глобальних питань Лондонської школи економіки, де він керує програмою Arena. Лауреат кількох нагород за свої дослідницькі книжки. Син поета Ігоря Померанцева.

## Біографія
Народився у сім'ї поета, радіожурналіста і радянського дисидента Ігоря Померанцева, в 1978 році у віці 10 місяців був вивезений батьками до Західної Німеччини, а потім до Великої Британії. Проживав у Мюнхені, Единбурзі, Берліні, Нью-Йорку та Празі. Після закінчення університету в 2001 році працював в Росії радником з політики, продюсером та режисером на каналі ТНТ. Знімав фільми про Москву. 2010 року повернувся до Лондона. Працював консультатнтом для проєктів з розвитку в країнах колишнього СРСР для Європейського союзу та Світового банку.
Регулярно дописує до видань London Review of Books, The Atlantic, Newsweek, Daily Beast, Foreign Policy, Le Monde Diplomatique, Financial Times, New Yorker.

## Нагороди
- 2020 Gordon Burn Prize, Це не пропаганда: Подорож на війну проти реальності
- 2016 Royal Society of Literature Ondaatje за Нічого правдивого й усе можливе
- Стипендіат програми «Росія в глобальному діалозі» в Інституті наук про людину у Відні
- Лауреат премії Товариства преси в Азії (Society of Press in Asia) за дописи про Монголію
- Фіналіст чисельних інших відборів

## Книги
- Nothing Is True and Everything Is Possible: The Surreal Heart of the New Russia, 2014, ISBN 978-1-61039-455-0
  - Нічого правдивого й усе можливе. Переклад з англійської: Андрій Бондар. Львів: УКУ, 2015. 240 стор. ISBN 978-966-2778-40-3

- This Is Not Propaganda: Adventures in the War Against Reality
  - Це не пропаганда: Подорож на війну проти реальності. Переклад з англійської: О. Форостина. Київ: Yakaboo Publishing, 2020. 288 c.

ISBN 978-617-7544-61-5

## Статті
- Пітер Померанцев. Як я працював на російському телеринку // «Телекритика»
- Збій у кремлівській матриці // Часопис «Критика»: Рік XVII, число 7-8 (189—190)
- Запад легко верит в то, что Украины не существует // «Левый берег»(рос.)
- Путинский Распутин // «Сноб»(рос.)